# Protorthodes latens
Protorthodes latens är en fjärilsart som beskrevs av Smith 1908. Protorthodes latens ingår i släktet Protorthodes och familjen nattflyn. Inga underarter finns listade i Catalogue of Life.